# Снежниця (потік)
Снежниця (словац. Snežnica) — річка в Словаччині, ліва притока Кисуці, протікає в окрузі Кисуцьке Нове Место.
Довжина приблизно 6.5-7.3 км. Витік знаходиться в масиві Кисуцька Верховина (частина Кисуцькі брадла — схил гори Кучеровка) — на висоті близько 650 метрів. Протікає територією села Снежниця і міста Кисуцке Нове Место (частина Ошкерда)..
Впадає в Кисуцю на висоті приблизно 340 метрів.